# A General History of the Dichlamydeous Plants
A General History of the Dichlamydeous Plants es un libro ilustrado con descripciones botánicas que escribió el botánico escocés George Don. Su nombre abreviado es: Gen. Hist.. Fue publicado con el nombre de A General History of the Dichlamydeous Plants: comprising complete descriptions of the different orders; together with the characters of the genera and species, and an enumeration of the cultivated varieties ... the scientific names accentuated, their etymologies explained, and the classes and orders illustrated by engravings, and preceded by introductions to the Linnaean and natural systems, and a glossary of the terms used ... London
Consta de cuatro volúmenes que fueron editados en Londres entre los años 1831-1838.